# Campionats del món de ciclisme de muntanya de 1995
Els Campionats del món de ciclisme de muntanya de 1995 van ser la 6a edició dels Campionats del món de ciclisme de muntanya organitzats per la Unió Ciclista Internacional. Les proves tingueren lloc del 18 i 19 de setembre de 1995 a Kirchzarten (Baden-Württemberg) a Alemanya.

## Resultats

### Camp a través
| Proves  | Or                   | Plata                 | Bronze                    |
| Masculí | Bart Brentjens (NED) | Miguel Martinez (FRA) | Jan-Erik Ostergaard (DEN) |
| Femení  | Alison Sydor (CAN)   | Silvia Fürst (SUI)    | Chantal Daucourt (SUI)    |

### Descens
| Proves         | Or                           | Plata                   | Bronze                 |
| Masculí        | Nicolas Vouilloz (FRA)       | François Gachet (FRA)   | Mike King (USA)        |
| Femení         | Leigh Donovan (USA)          | Mercedes González (ESP) | Giovanna Bonazzi (ITA) |
| Masculí júnior | Cédric Gracia (FRA)          | Marcus Klausman (GER)   | Florent Poussin (FRA)  |
| Femení júnior  | Anne-Caroline Chausson (FRA) | Nolvenn Le Caër (FRA)   | Marielle Saner (SUI)   |

## Medaller
| Pos.  | País          | Or | Plata | Bronze | Total |
| 1     | França        | 3  | 3     | 1      | 7     |
| 2     | Estats Units  | 1  | 0     | 1      | 2     |
| 3     | Canadà        | 1  | 0     | 0      | 1     |
| 3     | Països Baixos | 1  | 0     | 0      | 1     |
| 5     | Suïssa        | 0  | 1     | 2      | 3     |
| 6     | Alemanya      | 0  | 1     | 0      | 1     |
| 6     | Espanya       | 0  | 1     | 0      | 1     |
| 8     | Dinamarca     | 0  | 0     | 1      | 1     |
| 8     | Itàlia        | 0  | 0     | 1      | 1     |
| Total | Total         | 6  | 6     | 6      | 18    |